# 帝京第三高等学校
帝京第三高等学校（ていきょうだいさんこうとうがっこう）は、山梨県北杜市小淵沢町にある私立高等学校。

## 概要
1962年（昭和37年）に創立。帝京大学を始めとする帝京大学グループの大学、短期大学、専門学校に多数の生徒が進学している。
2021年度は、帝京大学に57名、帝京平成大学に16名、帝京科学大学に11名、帝京学園短期大学に9名、帝京短期大学に２名など、卒業生の半数以上に当たる105名が帝京大学グループに進学した。

## 方針
帝京第三高等学校の建学の精神は、力むれば必ず達す。努力は実力を作り、実力は自信を生み、自信は興味を倍加させるである。
また、校訓として「誠実」、「努力」、「敬愛」を掲げている。

## 年表
- 1962年 - 学校法人帝京第一学園、帝京大学第三高等学校を開設（普通科・建築科・土木科）
- 1966年 - 商業科開設
- 1967年 - 学校法人帝京第一学園から学校法人帝京学園に移籍。衛生看護科、自動車科を設置
- 1970年 - 土木科、商業科を募集停止
- 1989年 - 建築科を募集停止
- 1993年 - 特別進学コースを開始
- 2003年 - 福祉メディカルコース、情報ライセンスコースを開始
- 2004年 - 建築科、衛生看護科を廃科
- 2008年 - 自動車科を廃科
- 2012年 - 医療系特進コースを開始
- 2013年 - 医療系特進コースを理系・メディカル特進コースに改称
- 2016年 - コースを特別進学コース、進学コース、総合コースに再編
- 2020年　コースを再編　普通科　特別選抜コース、普通に再編

## 設置学科
- 普通科
  - 特別選抜コース
  - 普通

## 部活動
運動部
- 男子サッカー部★ - 全国高校サッカー11回出場、高校総体10回出場。
- 野球部★
- 女子バレーボール部★ - 春の高校バレー5回出場、高校総体4回出場。
- 女子ソフトボール部★ - 高校総体1回出場。
- 女子サッカー部★ - 全日本高等学校女子サッカー選手権大会2回出場。
- 女子バスケットボール部☆
- チアダンス部
- 硬式テニス部
- 男子バスケットボール部
- 躰道部

★は強化部
☆は準強化部
文化局
- 華道部
- 茶道部
- 吹奏楽部
- パソコン部
- 科学部

同好会
- 軽音同好会
- 料理同好会
- 書道同好会
- 馬術同好会

## 著名な卒業生

### 野球
- 木村一喜 - プロ野球（元広島東洋カープ）
- 養父鉄 - プロ野球（元福岡ダイエーホークス）
- 荒木貴裕 - プロ野球（東京ヤクルトスワローズ）
- 茶谷健太 - プロ野球（千葉ロッテマリーンズ）
- 水上由伸 - プロ野球（埼玉西武ライオンズ）

### サッカー
- 宮沢正史 - サッカー選手（元FC東京）
- 宮川大輔 - サッカー選手（元セレッソ大阪・ザスパ草津）
- 西部洋平 - サッカー選手（カターレ富山）
- 長山一也 - サッカー選手（元カターレ富山）
- 岡田亮太 - サッカー選手（福島ユナイテッドFC）
- 亀川諒史 - サッカー選手（横浜FC）
- 松本大輔 - サッカー選手（サガン鳥栖）
- 鈴木雅人 - サッカー指導者（鹿島学園高等学校サッカー部前監督）
- 新井裕二 - サッカー指導者（常葉学園橘高等学校サッカー部監督）
- 翁長聖 ‐ サッカー選手（東京ヴェルディ）

### 芸能
- 小松菜奈 - 女優・モデル

## 交通アクセス
- JR中央本線小淵沢駅下車徒歩約10分
- 中央自動車道・小淵沢インターチェンジより約1分